# Eduard Žalar
Eduard Žalar (* 10. September 1975 in Čakovec, Kroatien) ist ein slowenischer Fitnessmanager, der mehrere Sportarten betreibt. Seit 2021 ist er im Bahnradsport aktiv.

## Sportlicher Werdegang
Eduard Žalar ist diplomierter Wirtschaftswissenschaftler. Er interessierte sich schon immer für die Verbindung von Sport und Wirtschaft. 1997 übernahm er die Tätigkeit eines Fitnessmanagers in einem Unternehmen. 1998 war er Teilnehmer des Mister-World-Wettbewerbs. Er startete zudem Projekte, um „Menschen zu inspirieren, Herausforderungen anzunehmen“. So absolvierte er im Mai 2019 in 18 Stunden Nonstop einen „Slovenia Lowest to Highest Triathlon“: einen 40 Meter tiefen Apnoetauchgang zum tiefsten Punkt des slowenischen Meeres, 210 Kilometer auf dem Rad und eine acht Stunden dauernde Kletterpartie auf den höchsten Gipfel des Landes.
Seit 2021 betreibt Žalar Radsport auf der Bahn; in diesem Jahr fanden in Slowenien die ersten nationalen Meisterschaften im Olimpijski Center Novo mesto statt. Er belegte Platz zwei im Sprint und Platz drei im 1000-Meter-Zeitfahren. Im Jahr darauf wurde er erstmals Meister, 2023 errang er zwei Titel. 2022 stellte er im Tissot Velodrome im Schweizer Grenchen mit 10,762 Sekunden einen neuen nationalen Rekord über 200 Meter auf; der bestehende Rekord war 22 Jahre alt. 2024 startete er bei den Bahn-Europameisterschaften in Apeldoorn.

## Erfolge
2022
- Slowenischer Meister – 1000-Meter-Zeitfahren

2023
- Slowenischer Meister – 1000-Meter-Zeitfahren, Sprint